# Клеантис Викелидис (стадион)
„Клеантис Викелидис“ (на гръцки: Γήπεδο Κλεάνθης Βικελίδης) е стадион в Солун, Гърция.
Построен е през 1951 година като стадион за домакинските срещи на ФК Арис Солун - един от най-популярните гръцки футболни клубове. Отначало се казва „Арис“, преди да бъде наречен на легендарния играч на „Арис“ от 30-те години на XX век - Клеантис Викелидис. Често се споменава и като стадион „Харилау“ по името на квартала Харилау, в който се намира.
Стадионът има 23 200 седящи места и е ремонтиран за XXVIII летни олимпийски игри, когато служи за тренировки по футбол. В комплекса на стадиона се включват съблекални, басейн, ВИП места, фитнес салон и ресторант с изглед към терена, както и зала за пресконференции.